# Parakneria fortuita
Parakneria fortuita är en fiskart som beskrevs av Penrith, 1973. Parakneria fortuita ingår i släktet Parakneria och familjen Kneriidae. IUCN kategoriserar arten globalt som otillräckligt studerad. Inga underarter finns listade i Catalogue of Life.